# Abbaye de Novacella
Le couvent de Novacella est une abbaye des chanoines réguliers de saint Augustin (en allemand Augustiner-Chorherrenstift Neustift) se situe sur la commune de Varna, à proximité de Bressanone, dans la province autonome de Bolzano, en Italie. C'est une des abbayes les plus prestigieuses du nord de l'Italie, ainsi qu'un grand complexe de bâtiments religieux et civils. En mai 1956, le pape Pie XI a élevé l'église abbatiale au rang de basilique mineure.

## Histoire
L'abbaye a été fondée en 1142 par Hartmann, évêque de Bressanone. les paroisses de Natz et de Kiens furent rattachées à l'abbaye par Hartmann. Au XIIIe siècle, trois autres paroisses voisines lui furent rattachées. À cette époque, l'abbaye bénéficie de la protection de riches personnalités et devient un centre spirituel et culturel important.
À la fin du XVe siècle, l'abbaye est à son apogée puis décline au cours du XVIe siècle. EN 1560, il n'y a plus que 6 religieux vivant dans l'abbaye. Le XVIIe siècle est une période de nouvel essor avec la création d'un collège intégré à l'abbaye. L'église est totalement reconstruite entre 1735 et 1744 dans un style baroque tardif très lumineux. L'aile abritant la bibliothèque actuelle dans son style rococo est ajoutée peu après entre 1771 et 1778.
Pendant les guerres napoléoniennes, l'abbaye est souvent occupée par les différents belligérants. En 1807, la Bavière, qui possède le Tyrol depuis 1805, décide de dissoudre les abbayes tyroliennes. En 1816, l'empereur d'Autriche rétablit l'abbaye de Novacella, qui ne retrouve son niveau[De quoi ?] d'avant la dissolution que de nombreuses années plus tard.
L'abbaye est sévèrement endommagée par des bombardements en mars 1945. Ce n'est qu'en 1982 que les dégâts de la guerre sont totalement effacés.

## Monuments

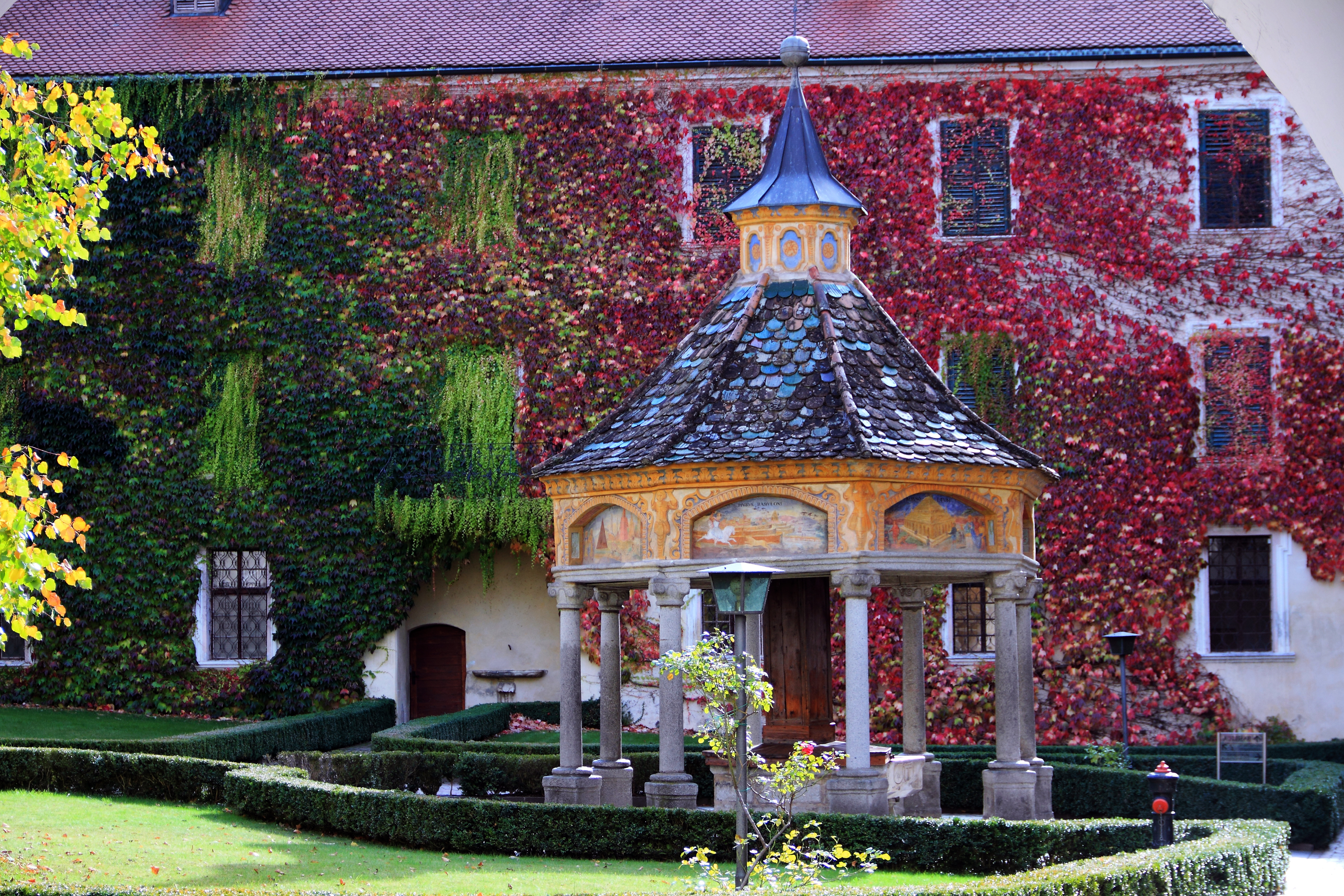
Puits des miracles dans la cour de l’abbaye.

Parmi les monuments figurant sur le site, la tonnelle octogonale du puits dans la cour devant la bibliothèque présente huit images, les Sept Merveilles du monde et l'abbaye de Novacella elle-même comme la huitième merveille du monde. Ces images ont été peintes en 1670 par Nicholas Schiel.

## Sources
- (it) Cet article est partiellement ou en totalité issu de l’article de Wikipédia en italien intitulé « Abbazia di Novacella » (voir la liste des auteurs).